# فیلیپه کوتینیو
فیلیپه کوتینیو کوره‌یا (به پرتغالی: Philippe Coutinho Correia؛ زادهٔ ۱۲ ژوئن ۱۹۹۲) بازیکن فوتبال اهل برزیل است که برای باشگاه فوتبال واسکو دوگاما بازی می‌کند.
او فوتبال خود را از واسکو دوگاما برزیل آغاز کرد و سپس به باشگاه اینتر میلان پیوست که در زمان حضور در این تیم به صورت قرضی به اسپانیول پیوست. در ژانویه سال ۲۰۱۳، کوتینیو با امضای قراردادی به ارزش ۸٫۵ میلیون پوند به باشگاه لیورپول پیوست. در پایان فصل ۱۵–۲۰۱۴ او به عنوان بهترین بازیکن فصل لیورپول انتخاب شد. کوتینیو یکی از شش بازیکنی بود که نامزد دریافت جایزه بهترین بازیکن جوان سال ۲۰۱۶ از سوی اتحادیه بازیکنان حرفه‌ای انگلستان شد. و با توجه به درخشش او در این باشگاه، هواداران جایگاه کوپ و هم باشگاهی‌هایش لقب جادوگر کوچک را به وی دادند.
کوتینیو در نیم فصل ۲۰۱۷–۲۰۱۸ با مبلغ حدود ۱۶۰ میلیون یورو به عنوان سومین بازیکن گران‌قیمت تاریخ پس از نیمار و امباپه به بارسلونا پیوست. کوتینیو در فصل ۲۰۱۹–۲۰۲۰ به صورت قرضی از باشگاه بارسلونا به بایرن مونیخ پیوست. و بعد از یک فصل دوباره به بارسلونا بازگشت. کوتینیو در سال ۲۰۲۲ از بارسلونا به استون ویلا پیوست.

## باشگاهی

### اینتر میلان
فیلیپه کوتینیو در سال ۲۰۰۸ به باشگاه اینتر میلان در لیگ سری آ ایتالیا پیوست.
او گل‌های زیادی برای این تیم زد و بازی فوق‌العاده ای به نمایش گذاشت
او پس از مدتی به خاطر افت محسوس به صورت قرضی به باشگاه واسکو دوگاما و سپس اسپانیول پیوست

### لیورپول
او در سال ۲۰۱۳ با مبلغ ۸٫۵ میلیون یورو به تیم لیورپول پیوست.
خیلی‌ها معتقد بودند که او به زودی به شدت پسرفت خواهد کرد زیرا او در تیم سابقش نیز افت محسوسی داشت.
اما بر خلاف پیش‌بینی‌ها او در لیورپول درخشید و بازی‌های فوق‌العاده ای برای لیورپول انجام داد.
او به عنوان جادوگر کوچک در لیورپول شناخته می‌شد
به دلیل تکنیک و سرعت قدرت شوت زنی بالایش مورد ستایش هواداران قرار گرفت.
او تا سال ۲۰۱۸ در این تیم ماند و هر سال پیش رفت می‌کرد.

### بارسلونا
در سال ۲۰۱۸ سران بارسلونا پس از دیدن بازی‌های فوق‌العاده او تصمیم گرفتند که کوتینیو را به خدمت بگیرند تا جای نیمار را در بارسا پر کند.
اما ارزش کوتینیو به خاطر پیشرفتش بالا رفته بود و بارسلونا مجبور شد که با قیمت ۱۶۰ میلیون یورو او را به خدمت بگیرد که در فصل ۱۷_۲۰۱۸ تبدیل به گران‌قیمت‌ترین بازیکن شد.
در فصل اول حضور در بارسا او گل‌های زیادی برای آبی اناری‌ها زد و بازی فوق‌العاده‌ای انجام داد.
اما فصل ۲۰۲۰ به بعد او به شدت افت کرد و خیلی از موقعیت‌ها و پاس‌ها را خراب می‌کرد.
به طوری که عثمان دمبله حضور بیشتری در ترکیب اصلی نسبت به کوتینیو پیدا کرد.
افت کوتینیو در حدی بود که سران باشگاه به این نتیجه رسیدند که خرید او اشتباهی بزرگی بوده.

### بایرن مونیخ
با بازی به شدت خوب کوتینیو در بارسلونا در سال ۲۰۱۸. بایرن مونیخ به صورت قرضی او را به خدمت گرفت و کوتینیو بازی‌های بی نظیری هم برای بایرن مونیخ انجام داد.
اما پس از بازگشت به بارسلونا افت شدیدی کرد.

### استون ویلا
کوتینیو به دلیل افتش سرانجام در سال ۲۰۲۲ به صورت قرضی به استون ویلا داده شد
او در استون ویلا بازی‌های متوسط رو به بالایی انجام داد و از تیم راضی بود.
برای همین قرار داد خود را در استون ویلا دائمی کرد.
ارزش او بعد از این اتفاق ۵۰ میلیون یورو ریزش پیدا می‌کند.

## آمار بازی‌ها

### باشگاهی
تا تاریخ آخرین بازی۲۱ مه ۲۰۱۸
| باشگاه              | فصل          | لیگ          | لیگ  | لیگ | جام  | جام | جام اتحادیه | جام اتحادیه | قاره‌ای | قاره‌ای | سایر | سایر | مجموع | مجموع |
| باشگاه              | فصل          | دسته         | بازی | گل  | بازی | گل  | بازی        | گل          | بازی   | گل     | بازی | گل   | بازی  | گل    |
| ------------------- | ------------ | ------------ | ---- | --- | ---- | --- | ----------- | ----------- | ------ | ------ | ---- | ---- | ----- | ----- |
| واسکو دوگاما (قرضی) | ۲۰۰۹         | سری بی       | ۱۲   | ۰   | ۰    | ۰   | —           | —           | ۰      | ۰      | ۰    | ۰    | ۱۲    | ۰     |
| واسکو دوگاما (قرضی) | ۲۰۱۰         | سری بی       | ۷    | ۱   | ۷    | ۱   | —           | —           | ۰      | ۰      | ۱۷   | ۳    | ۳۱    | ۵     |
| واسکو دوگاما (قرضی) | مجموع        | مجموع        | ۱۹   | ۱   | ۷    | ۱   | —           | —           | ۰      | ۰      | ۱۷   | ۳    | ۴۳    | ۵     |
| اینتر میلان         | ۱۱–۲۰۱۰      | سری آ        | ۱۳   | ۱   | ۰    | ۰   | ۰           | ۰           | ۶      | ۰      | ۱    | ۰    | ۲۰    | ۱     |
| اینتر میلان         | ۱۲–۲۰۱۱      | سری آ        | ۵    | ۱   | ۰    | ۰   | ۰           | ۰           | ۳      | ۰      | —    | —    | ۸     | ۱     |
| اینتر میلان         | ۱۳–۲۰۱۲      | سری آ        | ۱۰   | ۱   | ۰    | ۰   | ۰           | ۰           | ۹      | ۲      | —    | —    | ۱۹    | ۳     |
| اینتر میلان         | مجموع        | مجموع        | ۲۸   | ۳   | ۰    | ۰   | ۰           | ۰           | ۱۸     | ۲      | ۱    | ۰    | ۴۷    | ۵     |
| اسپانیول (قرضی)     | ۱۲–۲۰۱۱      | لا لیگا      | ۱۶   | ۵   | ۰    | ۰   | ۰           | ۰           | —      | —      | —    | —    | ۱۶    | ۵     |
| اسپانیول (قرضی)     | مجموع        | مجموع        | ۱۶   | ۵   | ۰    | ۰   | ۰           | ۰           | —      | —      | —    | —    | ۱۶    | ۵     |
| لیورپول             | ۱۳–۲۰۱۲      | لیگ برتر     | ۱۳   | ۳   | ۰    | ۰   | ۰           | ۰           | ۰      | ۰      | —    | —    | ۱۳    | ۳     |
| لیورپول             | ۱۴–۲۰۱۳      | لیگ برتر     | ۳۳   | ۵   | ۳    | ۰   | ۱           | ۰           | —      | —      | —    | —    | ۳۷    | ۵     |
| لیورپول             | ۱۵–۲۰۱۴      | لیگ برتر     | ۳۵   | ۵   | ۷    | ۳   | ۴           | ۰           | ۶      | ۰      | —    | —    | ۵۲    | ۸     |
| لیورپول             | ۱۶–۲۰۱۵      | لیگ برتر     | ۲۶   | ۸   | ۱    | ۱   | ۳           | ۱           | ۱۳     | ۲      | —    | —    | ۴۳    | ۱۲    |
| لیورپول             | ۱۷–۲۰۱۶      | لیگ برتر     | ۳۱   | ۱۳  | ۲    | ۰   | ۳           | ۱           | —      | —      | —    | —    | ۳۶    | ۱۴    |
| لیورپول             | ۱۸–۲۰۱۷      | لیگ برتر     | ۱۴   | ۷   | ۰    | ۰   | ۱           | ۰           | ۵      | ۵      | —    | —    | ۲۰    | ۱۲    |
| مجموع               | مجموع        | مجموع        | ۱۵۲  | ۴۱  | ۱۳   | ۴   | ۱۲          | ۲           | ۲۴     | ۷      | —    | —    | ۲۰۱   | ۵۴    |
| بارسلونا            | ۱۸–۲۰۱۷      | لا لیگا      | ۱۸   | ۸   | ۴    | ۲   | —           | —           | —      | —      | —    | —    | ۲۲    | ۱۰    |
| بارسلونا            | ۱۹–۲۰۱۸      | لا لیگا      | ۳۳   | ۵   | ۷    | ۳   | —           | —           | ۱۲     | ۳      | ۱    | ۰    | ۵۳    | ۱۱    |
| مجموع               | مجموع        | مجموع        | ۵۱   | ۱۳  | ۱۱   | ۵   | —           | —           | ۱۲     | ۳      | ۱    | ۰    | ۷۵    | ۲۱    |
| مجموع بازی‌ها        | مجموع بازی‌ها | مجموع بازی‌ها | ۲۶۶  | ۶۳  | ۳۱   | ۱۰  | ۱۲          | ۲           | ۵۴     | ۱۲     | ۱۹   | ۳    | ۳۸۲   | ۹۰    |

### ملی
تا تاریخ ۲ ژوئن ۲۰۲۲
| تیم ملی | سال   | بازی | گل |
| ------- | ----- | ---- | -- |
| برزیل   | ۲۰۱۰  | ۱    | ۰  |
| برزیل   | ۲۰۱۴  | ۴    | ۰  |
| برزیل   | ۲۰۱۵  | ۷    | ۱  |
| برزیل   | ۲۰۱۶  | ۱۱   | ۵  |
| برزیل   | ۲۰۱۷  | ۹    | ۲  |
| برزیل   | ۲۰۱۸  | ۱۳   | ۵  |
| برزیل   | ۲۰۱۹  | ۱۶   | ۴  |
| برزیل   | ۲۰۲۰  | ۲    | ۱  |
| برزیل   | ۲۰۲۲  | ۵    | ۳  |
| مجموع   | مجموع | ۶۸   | ۲۱ |

## افتخارات

### باشگاهی
واسکو دوگاما
- مسابقه قهرمانی سری بی برزیل: ۲۰۰۹[۷]

اینتر میلان
- جام حذفی فوتبال ایتالیا: ۱۱–۲۰۱۰[۷]
- سوپرجام فوتبال ایتالیا: ۲۰۱۰[۷]

بارسلونا
- لالیگا: ۱۸–۲۰۱۷، ۱۹–۲۰۱۸
- کوپا دل ری: ۱۸–۲۰۱۷، ۲۱–۲۰۲۰
- سوپر کاپ اسپانیا: ۲۰۱۸

بایرن مونیخ
- لیگ قهرمانان اروپا: ۲۰۲۰
- بوندسلیگا آلمان: ۲۰–۲۰۱۹
- جام حذفی فوتبال آلمان: ۲۰–۲۰۱۹

### ملی
جوانان برزیل
- قهرمانی فوتبال آمریکای جنوبی زیر ۱۷ سال: ۲۰۰۹
- کوپا آمریکا ۲۰۱۹[۷]